# Julia Angwin

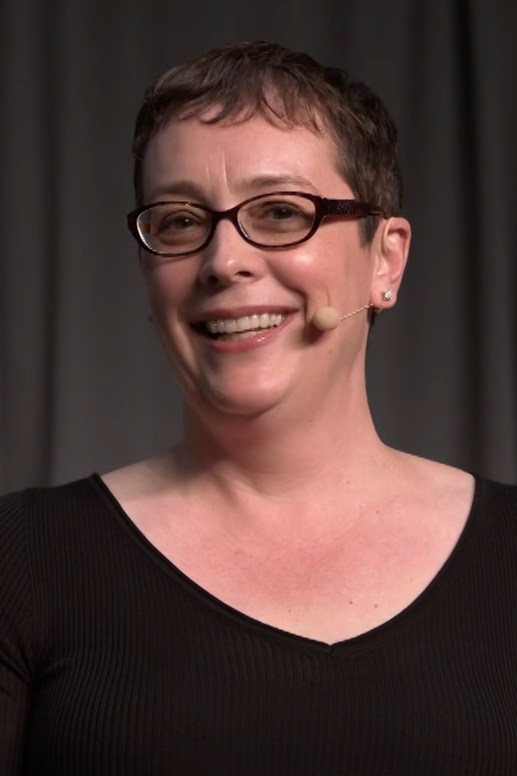
Julia Angwin

Julia Angwin ist eine US-amerikanische Investigativ-Journalistin sowie Mitbegründerin und Chefredakteurin der non-profit Nichtregierungsorganisation The Markup mit Fokus auf Datenjournalismus. Sie war bis April 2018 leitende Reporterin bei ProPublica. und zuvor, von 2000 bis 2013, Reporterin im New Yorker Büro des Wall Street Journal.

## Leben und Werk
Angwin absolvierte ein Bachelor-Studium der Mathematik an der University of Chicago und ein Master-Studium an der Graduate School of Business der Columbia University.
Von 2000 bis 2013 arbeitete sie für das New Yorker Büro des Wall Street Journal. In dieser Zeit leitete sie ein Team von investigativen Journalisten, die mit ihrer Arbeit als Finalist für den Pulitzer-Preis in der Kategorie „Explanatory Reporting“ 2011 nominiert wurden. 2010 gewann sie mit dem Team den Gerald Loeb Award 2010. Dort arbeitete sie an der Reihe „What They Know“, in der enthüllt wurde, wie die Privatsphäre ausgehöhlt wird, während den meisten Menschen dies völlig bewusst ist.
Nach 2013 wechselte sie als Senior Reporter zu ProPublica und blieb dort bis zum April 2018.
Die Arbeit des von Angwin geleiteten Teams, das den Einfluss von Algorithmen auf das Leben der Menschen untersucht, wurde als „der Angst einflößendste Wachhund der großen Tech-Unternehmen“ bezeichnet. So war Angwin beispielsweise Hauptautorin eines Artikels, in dem aufgezeigt wurde, dass durch Machine Learning in der Bewertung, welche Menschen vermutlich kriminell werden, Diskriminierung aufgrund der Hautfarbe stattfindet. Durch diese Untersuchung wurden Werbeanzeigen entdeckt, die gegen die Antidiskriminierungsrichtlinien auf Plattformen wie Facebook verstießen, indem sie zum Beispiel ermöglichten, Anzeigen nur Menschen bestimmter Hautfarben anzuzeigen. Die Untersuchungen regten eine Diskussion an, inwieweit solche Plattformen für die auf ihnen veröffentlichten Inhalte verantwortlich sind.
Im April 2018 verließ sie die Redaktion und gründete mit ihrem Kollegen Jeff Larson die Organisation The Markup. Unterstützung dabei erhielten sie von Sue Gardner, Craig Newmark, der Canadian Broadcasting Corporation und mehreren Mitarbeitern von ProPublica.

## Bücher
Neben ihren Artikeln und Artikelreihen in verschiedenen Zeitungen und Zeitschriften verfasste sie Sachbücher.
- Stealing MySpace: The Battle to Control the Most Popular Website in America. Random House 2009. ISBN 978-1400066940
- Dragnet Nation. Times Books 2014. ISBN 978-0805098075